# Дальнє (Правдинський район)
Да́льнє (рос. Дальнее), до 1947 року — Воммен (нім. Wommen) — селище в Правдинському районі Калінінградської області Російської Федерації. Входить до складу Правдинського міського поселення.